# Lazar' Naumovič Berman
Lazar' Naumovič Berman in russo Лазарь Наумович Берман? (Leningrado, 26 febbraio 1930 – Firenze, 6 febbraio 2005) è stato un pianista russo.
Dopo aver ricevuto i primi insegnamenti dalla madre, studiò con Alexander Goldenweiser di Mosca, e poi al conservatorio della sua città. La sua affermazione in campo internazionale è stata definitiva e perentoria, tanto da determinare uno storico e assai felice incontro con Herbert von Karajan. 
Ha vissuto a Firenze insegnando all'Accademia musicale di Firenze; svolgeva anche un'importante attività come docente dell'Accademia Pianistica Internazionale "Incontri col maestro" di Imola. Pur riproponendo la tecnica trascendentale propria della scuola pianistica russa, aveva uno stile interpretativo personalissimo, nel quale si alternavano momenti di stupefatto lirismo con irruenti accenti eroici.
Ha tenuto concerti in tutte le principali città di tutto il mondo, sollevando ovunque il meravigliato interesse della critica e l'adesione entusiastica del pubblico. Ha inciso  numerosi dischi per le più importanti case discografiche (DGG, CBS, EMI, ecc.). È stato reputato uno dei massimi pianisti internazionali. Nel 1977 ha vinto il Primo premio "Franz Liszt" di Budapest. Il governo francese gli ha attribuito la decorazione dell'Ordine des Arts et des Lettres; ha ricevuto anche il premio Viotti d'Oro a Vercelli e il premio "Le Muse" a Firenze.
Cittadino italiano, è stato chiamato nelle giurie dei più importanti concorsi pianistici internazionali. Alcune volte ha suonato in duo con il figlio, il violinista Pavel Berman.

## Discografia parziale
- Liszt, Années de pèlerinage I-III - Berman, 1977 Deutsche Grammophon
- Liszt: Piano Concertos Nos. 1 & 2 - Venezia e Napoli - Carlo Maria Giulini/Lazar Berman/Wiener Symphoniker, 1976 Deutsche Grammophon
- Rachmaninoff: Piano Concerto No. 3 in D Minor, Op. 30 - Claudio Abbado/Lazar Berman/London Symphony Orchestra, 1977 SONY BMG
- Berman, The Deutsche Grammophon Recordings/Le registrazioni per Deutsche Grammophon -  Deutsche Grammophon
- Greatest Moments - Lazar Berman, 2008 Big Eye
- Inedito - Lazar Berman, 2010 Phoenix